# Sumber Ringin
Sumber Ringin is een bestuurslaag in het regentschap Ogan Komering Ulu Selatan van de provincie Zuid-Sumatra, Indonesië. Sumber Ringin telt 1847 inwoners (volkstelling 2010).